# Juan Aguilera Núñez
Juan Aguilera Núñez (Madrid, 13 settembre 1985) è un ex calciatore spagnolo, di ruolo centrocampista.

## Caratteristiche tecniche
È un mediano.

## Carriera
È cresciuto nelle giovanili del Real Madrid.
Ha giocato nella prima divisione greca con il Platanias.